# A Christmas Carol (miniserie)
A Christmas Carol es una miniserie de fantasía basada en la novela de 1843 del mismo nombre de Charles Dickens. Se emitió en BBC One en el Reino Unido del 22 al 24 de diciembre de 2019 y en FX en los Estados Unidos el 19 de diciembre de 2019. La serie de tres partes está escrita por Steven Knight con el actor Tom Hardy y Ridley Scott entre los productores ejecutivos.
Los lugares de rodaje incluyen Rainham Hall en el este de Londres y el Hospital Lord Leycester Hospital en Warwick. Los miembros del elenco incluyen a Hardy, Guy Pearce como Ebenezer Scrooge, Andy Serkis como el Fantasma de las Navidades Pasadas, Stephen Graham como Jacob Marley, Charlotte Riley como Lottie y Joe Alwyn como Bob Cratchit.

## Premisa
Ebenezer Scrooge, un viejo amargado, desprecia las vacaciones de Navidad. En el transcurso de la noche de Nochebuena es visitado por tres fantasmas para mostrarle su pasado, presente y futuro.

## Elenco y personajes
- Guy Pearce como Ebenezer Scrooge[4]
- Andy Serkis como Fantasma de las Navidades Pasadas[4]
- Stephen Graham como Jacob Marley[4]
- Charlotte Riley como Lottie/Fantasma de las Navidades Presentes[4]
  - Carmel Laniado como Lottie de joven.[5]
- Joe Alwyn como Bob Cratchit[4]
- Vinette Robinson como Mary Cratchit[4]
- Jason Flemyng como Fantasma de las Navidades Futuras[4]
- Kayvan Novak como Ali Baba[4]
- Lenny Rush como Tiny Tim[4]
- Johnny Harris como Franklin Scrooge

## Producción
En noviembre de 2017 se anunció que BBC había encargado una nueva versión de la historia de Dickens, con Steven Knight escribiendo la serie de tres partes. Knight, Tom Hardy y Ridley Scott servirían como productores ejecutivos.
En enero de 2019, Hardy también fue revelado como el protagonista de la serie por Knight, sin embargo, el papel que desempeñaría no fue revelado. En mayo, se reveló que Guy Pearce estaba interpretando a Scrooge, junto con Andy Serkis, Stephen Graham, Charlotte Riley, Joe Alwyn, Vinette Robinson y Kayvan Novak. Rutger Hauer, que fue elegido como Fantasma de las Navidades Futuras, se enfermó para filmar sus escenas y fue reemplazado por Jason Flemyng.

### Rodaje
El rodaje de la serie había comenzado en mayo de 2019, en Rainham Hall, un sitio construido en 1729 por National Trust en el London Borough of Havering. A principios de junio se filmó en el Hospital Lord Leycester en Warwick.

## Episodios
| N.º | Título                           | Dirigido por | Escrito por   | Fecha de emisión original | Audiencia en EUA (millones) | Audiencia en RU (millones) |
| --- | -------------------------------- | ------------ | ------------- | ------------------------- | --------------------------- | -------------------------- |
| 1   | «Chapter One: The Human Beast»   | Nick Murphy  | Steven Knight | 19 de diciembre de 2019   | 1.33                        | 7.34                       |
| 2   | «Chapter Two: The Human Heart»   | Nick Murphy  | Steven Knight | 19 de diciembre de 2019   | 1.33                        | —                          |
| 3   | «Chapter Three: A Bag of Gravel» | Nick Murphy  | Steven Knight | 19 de diciembre de 2019   | 1.33                        | —                          |

## Lanzamiento

### Distribución
En Latinoamérica se emitió entre el 23 y el 25 de diciembre de 2019 en Fox Premium Series.